# The Longest Daycare
The Longest Daycare (Un largo día de guardería) es una película cortometraje estadounidense de animación. Presentada en formato 3-D, aunque desarrollada en animación tradicional, supone la segunda incursión en la gran pantalla de los personajes del autor Matt Groening, tras Los Simpson: la película, y la segunda colaboración entre los productores y el compositor Hans Zimmer, quién había desarrollado previamente la música de la mencionada peiícula. Fue estrenada en Estados Unidos y España el 13 de julio de 2012 en el cine en 3D, como antesala de la película Ice Age: Continental Drift, en homenaje a la antigua costumbre de emitir dibujos animados antes de la película principal. El filme tiene como protagonistas a Maggie Simpson y Gerald Samson, el bebé rival de ésta. El corto fue nominado como Mejor Corto Animado a los Premios Óscar de 2012, perdiendo contra Paperman.

## Sinopsis
Marge deja a Maggie en la guardería "Ayn Rand School for tots", donde ella pasa por un sistema de seguridad. Al ser catalogada como un bebé de "inteligencia promedio", un guardia la carga a través de un pasillo en donde pasan de largo un cuarto para "bebés genios" y la colocan en el cuarto  de bebés "nada especiales". Todos los juguetes en ese cuarto están siendo mordidos o "comidos" por otros bebés. De repente una mariposa entra al cuarto, y  el némesis de Maggie, Baby Gerald, lo aplasta con un mazo.  Una segunda mariposa también se encuentra con el mismo destino. Maggie encuentra una oruga y un libro desplegable sobre el ciclo de vida de la mariposa. Gracias al libro, se da cuenta de que la oruga se convertirá en mariposa, lo cual podría ocasionar que compartiera el destino de las dos primeras mariposas, Maggie decide que protegerá a la mariposa de Gerald. La oruga más tarde se encierra en un capullo y comienza a transformarse. Una vez que la mariposa recién formada sale, Maggie intenta ayudarla a volar por la ventana, pero Gerald cierra la ventana al momento en el que la "mariposa" pasaba por ahí, aplastándola.  Maggie actúa como si fuera la peor cosa que jamás haya visto y llora mientras cae al suelo. Después llega Marge a recogerla, en la última escena se revela que la "mariposa" aplastada era realmente el lazo de Maggie y la mariposa real se encuentra en la cabeza de Maggie, en lugar de su lazo. Al final libera a la mariposa y ve cómo vuela felizmente.
Al final del filme se nos recuerda que ningún animal ha sido maltratado en la filmación del mismo.

## Producción
El corto fue dirigido por David Silverman, producido por James L. Brooks, Matt Groening y Al Jean quienes también fueron los guionistas, música hecha por Hans Zimmer, grabado y editado en Gracie Films y distribuido por la 20th Century Fox.

## Desarrollo
La idea de desarrollar un cortometraje en 3D surgió de James L. Brooks, productor ejecutivo de los Simpsons, quien propuso crear algo que pudiese exhibirse en salas de cine, del mismo modo que lo hacen los estudios Pixar en sus producciones desde hace años, que fuese del agrado de los seguidores y que además fuese una manera de agradecer los 25 años de existencia de la serie.
El productor explicó que el hecho de que la historia se centrara en un personaje que no habla, fue debido a que "es difícil hacer un episodio de 20 minutos de Maggie, pero en cuatro minutos es grandioso" y agrega que "ella es como Charlie Chaplin.”

## Elenco
- Julie Kavner como Marge Simpson.
- Yeardley Smith como Maggie Simpson.

## Estrenos
- Estados Unidos: 6 de julio de 2012, previo a la película "Ice Age: Continental Drift".
- España: 6 de julio de 2012, previo a la película "Ice Age: Continental Drift".
 En España se estrenó además en televisión abierta, a través del canal Antena 3, propietaria de los derechos de la serie en abierto, en horario de máxima audiencia, como antesala de su emisión cinematográfica del sábado noche, cine de corte más familiar de lo habitual.
- México: 17 de febrero de 2013.

## Distribución doméstica
La película está disponible en la plataforma de contenidos Disney Plus, propiedad de Walt Disney Company, actual propietaria de los contenidos de la compañía Twentieth Century Fox.

## Recepción
En Estados Unidos, la audiencia en televisión llegó a ser de 16.3 millones con muy buenas críticas.
La audiencia en cine fue de 27.8 millones (incluyendo todos los cines de Estados Unidos)